# Jean Louis Michel Schmitt
Pour les articles homonymes, voir Schmitt.
Jean Louis Michel Schmitt, né le 7 février 1807 à Genève et mort à Lyon le 28 juillet 1890, est un médailleur français.

## Biographie
Fils de graveur et ciseleur en orfèvrerie, Jean Louis Michel Schmitt étudie l'École des beaux-arts de Paris pendant deux ans puis revient à Lyon. Il concourt pour la statue de Jean Kleberger ainsi qu'aux lions de bronze du pont la Feuillée. Il devient professeur à l'École des beaux-arts de Lyon.

## Œuvres dans les collections publiques
- Lyon, musée Gadagne :
  - Comptoir d'Escompte de Lyon, argent[1] ;
  - Médaille d'Eugène Buisson, bronze[2].